# Gyrostabiliserat sikte
Gyrostabilisering: I moderna stridsvagnar används gyroskop för att stabilisera huvudvapnet och skyttens riktmedel för att göra det möjligt att skjuta och träffa medan vagnen kör. Det är också vanligt i dag att vagnchefens periskop (om sådant finns) är gyrostabiliserat. Stabiliseringen kompenserar för vagnens rörelser så att vapnet inte ändrar riktning när fordonet kränger.

## Historia
Gyrostabilisering infördes på stridsvagnar under andra världskriget; bland annat var huvudvapnet på M3A1 (Stuart III) stabiliserat i höjdled, men användes väldigt sällan då besättningen inte var tränad för att använda den och för att dåtidens stabilisering ej var tillräckligt bra. Den första stridsvagnen som var byggd för det var troligen M26 Pershing.